# Гримальди, Джованни Франческо
Джованни Франческо Гримальди (итал. Giovanni Francesco Grimaldi, 1606, Болонья — 28 ноября 1680, Рим) — итальянский живописец, рисовальщик, гравёр и архитектор. Работал в жанрах портрета, пейзажа, исторических картин.

## Биография
Гримальди родился в Болонье и обучался в кругу семьи болонских живописцев Карраччи. Впоследствии был учеником живописца Франческо Альбани. Он отправился в Рим и был назначен архитектором папы Павла V, ему покровительствовали и последующие понтифики. В 1648 году Гримальди был приглашен кардиналом Мазарини во Францию и около двух лет трудился для короля Людовика XIV и первого министра, в частности выполнял фресковые росписи в Лувре.
В 1638 году он женился на Элеоноре Алоизи, дочери болонского художника Бальдассаре Алоизи (известного как Иль Галанино), который умер в том же году. В том же 1638 году Гримальди расписал фасад Палаццо Поли в Риме по случаю визита в город Иоганна Антона, принца Эггенбергского, посланного императором Фердинандом III Габсбургским. Гримальди запечатлевал многие другие важные события придворной жизни. Вместе с Алессандро Альгарди он принимал участие в подготовке похорон маркиза Людовико Факкинетти, посла Болоньи при папском дворе, который умер в январе 1644 года. Между 1640 и 1671 годами Гримальди создавал декорации для театральных представлений, оформление дворцовых приёмов, праздничных фейерверков, карнавалов и шествий.
По случаю визита в Рим отрёкшейся от престола и принявшей католичество Кристины Шведской в 1656 году в Палаццо Барберини устроили праздник: «карусель» (парад всадников). Декорации и специально устроенный временный театр построил Джованни Франческо Гримальди. Они изображены на картине Ф. Лаури.
Благодаря своему престижу художника в 1635 году Гримальди был принят в Академию Святого Луки и занимал различные должности в этом учреждении, в том числе ректора в 1656 году, вплоть до высшей должности президента (principe) в 1666 году. В 1657 году он также вступил в «Папскую Конгрегацию виртуозов Пантеона».
Гримальди писал картины на исторические и мифологические сюжеты, портреты и пейзажи — последние с пристрастием, особенно в преклонных годах, — и выполнял офорты с собственных пейзажей, а также с пейзажей Тициана и Карраччи. Он умер в Риме, завоевав репутацию выдающегося мастера.
Его сын Алессандро помогал ему как в живописи, так и в гравюре. Картины Гримальди хранятся и в Палаццо дель Квиринале, в Ватикане, и в церкви Сан-Мартино-аи-Монти. Серия его пейзажей экспонируется в Палаццо Колонна.

## Галерея

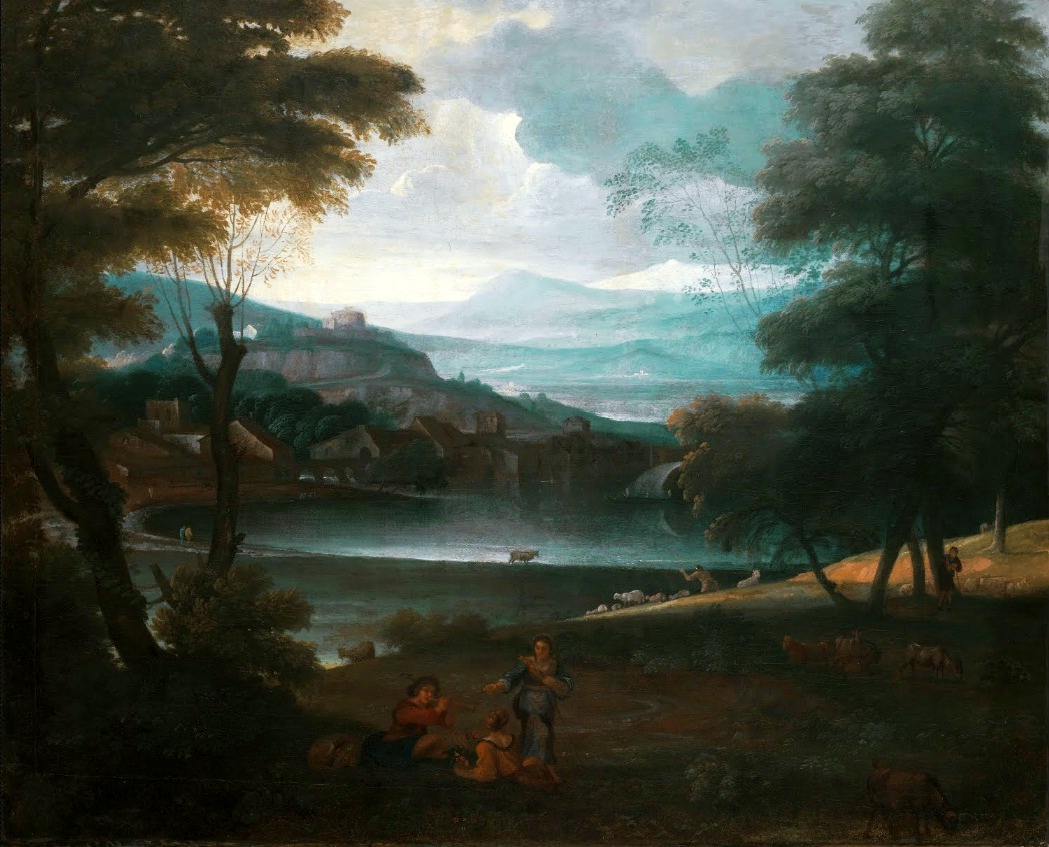
Пейзаж с отдыхающими пастухами. Ок. 1630 г. Холст, масло. Музей Королевского дворца, Вилянов, Польша
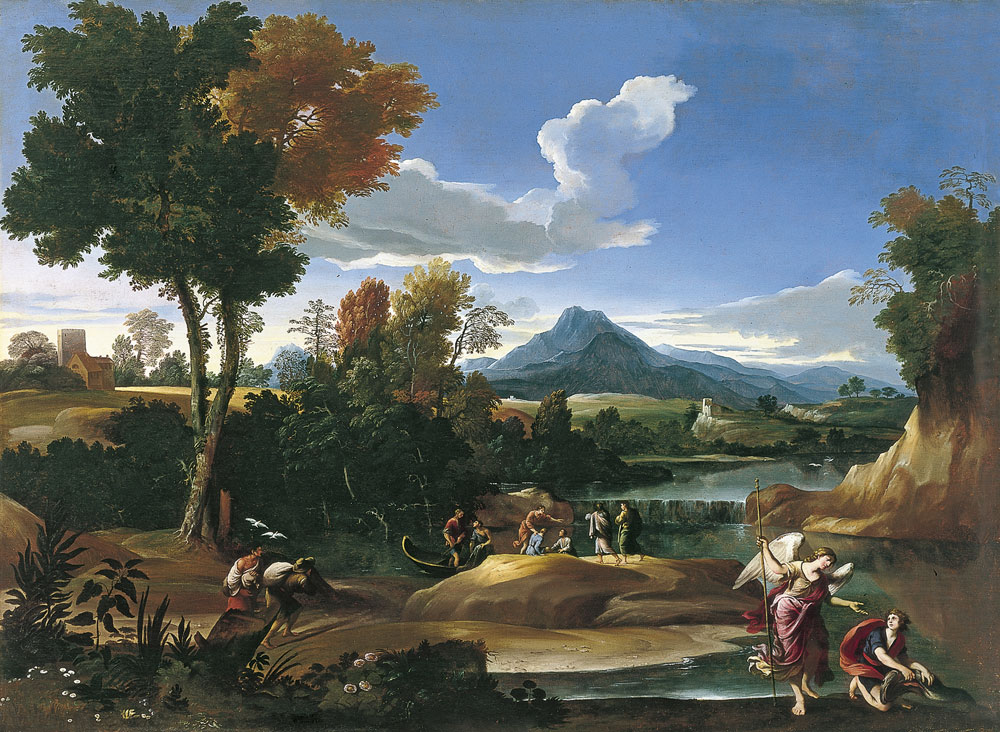
Пейзаж с Товием и ангелом. Ок. 1650 г. Холст, масло. Музей Тиссена-Борнемисы, Мадрид
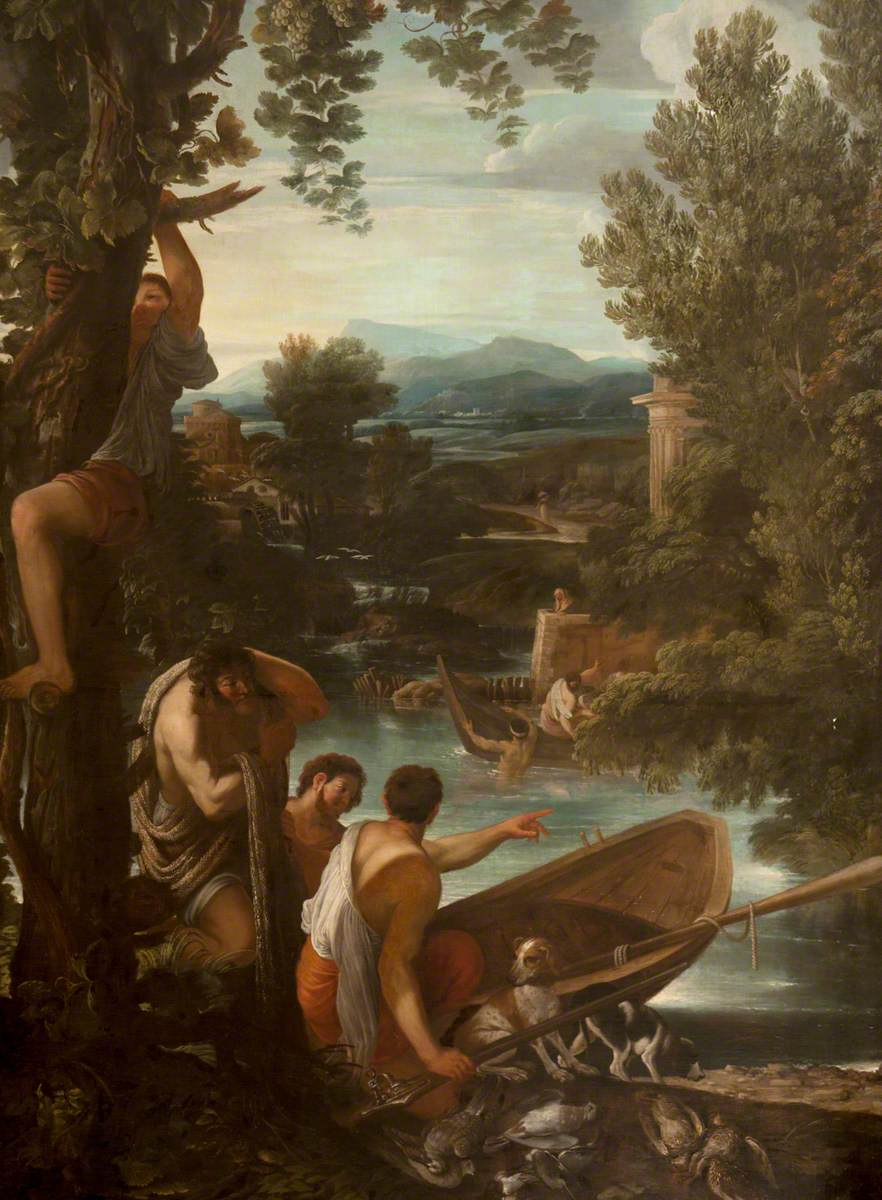
Речной пейзаж с рыбаками. 1640-е гг. Холст, масло. Национальный фонд Англии, Уэльса и Северной Ирландии
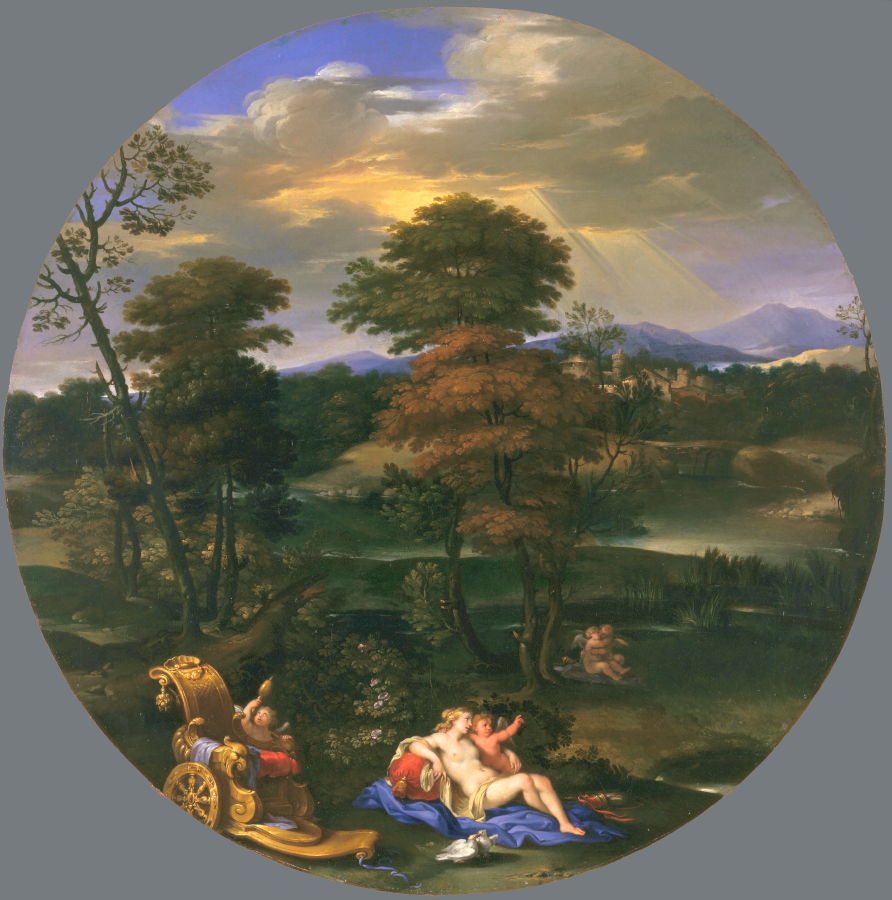
Пейзаж с Венерой и Купидоном. 1651. Холст, масло. Музей изобразительных искусств Сан-Франциско, Калифорния, США
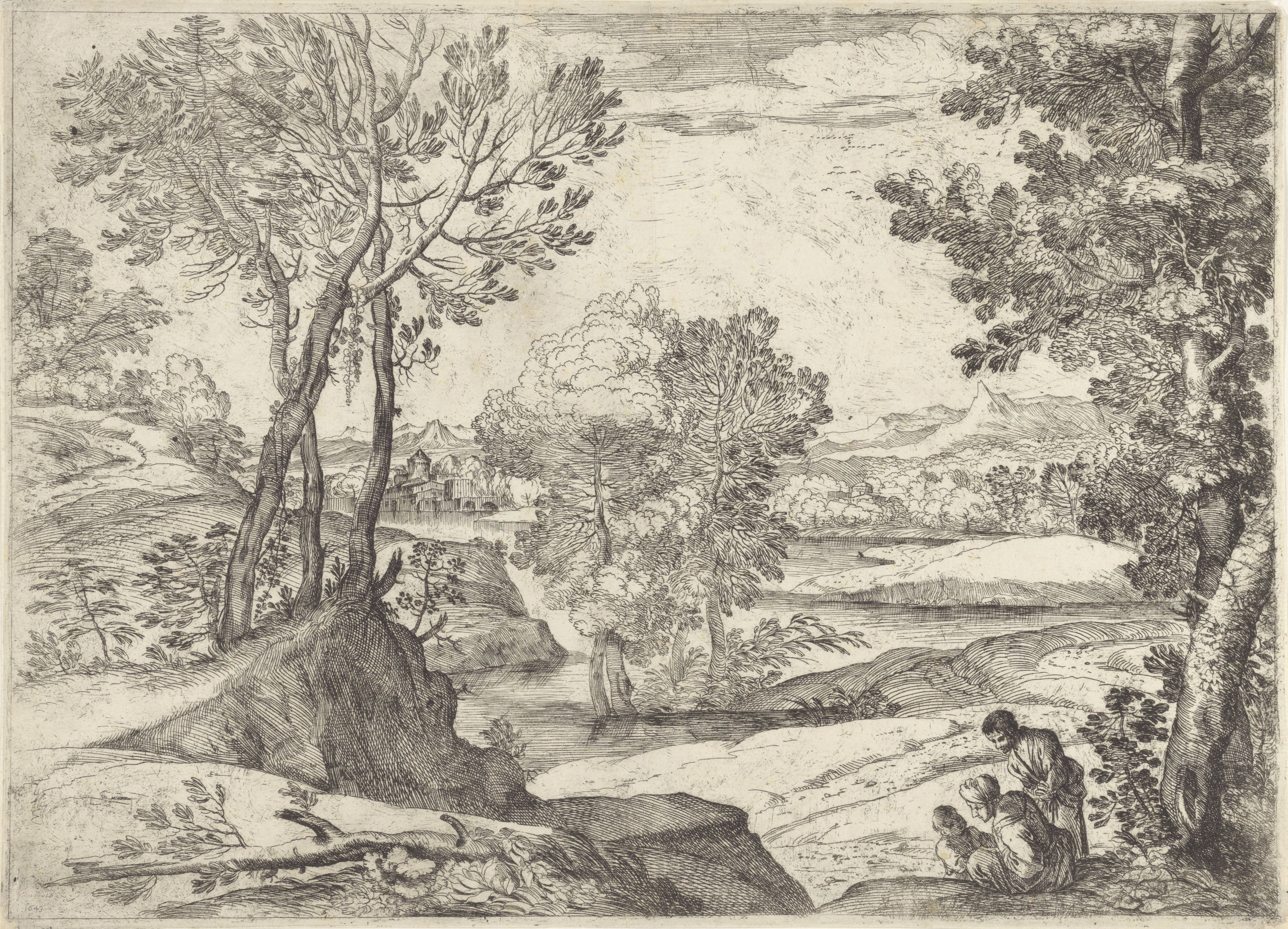
Пейзаж с женщиной, мужчиной и ребенком. 1643. Офорт